# Netelia contraria
Netelia contraria là một loài tò vò trong họ Ichneumonidae.